# Kley (Bergisch Gladbach)
Kley, früher auch Oberkley genannt ist ein Ortsteil im Stadtteil Romaney von Bergisch Gladbach. Nördlich von Kley liegt der eigenständige Wohnplatz Kleyer Hof.

## Geschichte
Der Name Kley ist ein alter Hof- und Siedlungsname, der bereits um 1400 in der Form Cleye urkundlich belegt ist. Das Urkataster verzeichnet die Siedlung als Klei entlang der alten Straße von Mülheim nach Wipperfürth (die heutige Romaneyer Straße). Der Siedlungsname leitet sich vom mittelhochdeutschen klebe (= klebriger Lehm) her und nimmt auf die lehmige Bodenbeschaffenheit des Geländes Bezug.
Die Topographia Ducatus Montani des Erich Philipp Ploennies, Blatt Amt Porz, belegt, dass der Wohnplatz 1715 als gemeiner Hof kategorisiert wurde und mit Kley bezeichnet wurde. Aus Carl Friedrich von Wiebekings Charte des Herzogthums Berg 1789 geht hervor, dass der Kleyer Hof zu dieser Zeit Teil der Honschaft Combüchen im Kirchspiel Paffrath war. Unter der französischen Verwaltung zwischen 1806 und 1813 wurde das Amt Porz aufgelöst und Klev wurde politisch der Mairie Gladbach im Kanton Bensberg zugeordnet. 1816 wandelten die Preußen die Mairie zur Bürgermeisterei Gladbach im Kreis Mülheim am Rhein. Ab 1845 wird der Kley unabhängig vom Kleyer Hof als eigenständiger Wohnplatz geführt. Mit der Rheinischen Städteordnung wurde Gladbach 1856 Stadt, die dann 1863 den Zusatz Bergisch bekam.
Der Ort ist auf der Topographischen Aufnahme der Rheinlande von 1824 ohne Namen als Teil von Kley und auf der Preußischen Uraufnahme von 1840 als Kley verzeichnet. Ab der Preußischen Neuaufnahme von 1892 ist er auf Messtischblättern regelmäßig als Kley verzeichnet. 
| Jahr | Einwohner | Wohn- gebäude | Kategorie | Bemerkung          |
| ---- | --------- | ------------- | --------- | ------------------ |
| 1822 | 14        |               | Hofstelle | mit dem Kleyer Hof |
| 1830 | 16        |               | Hofstelle | mit dem Kleyer Hof |
| 1845 | 14        | 2             | Hofstelle |                    |
| 1885 | 17        | 3             | Wohnplatz |                    |
| 1895 | 24        | 4             | Wohnplatz |                    |
| 1905 | 13        | 3             | Wohnplatz |                    |

Kley war Teil der katholischen Pfarre Paffrath bis zur Abpfarrung von Hebborn Anfang des 20. Jahrhunderts.

## Bergbau
Schon vor über zweitausend Jahren hat in der Umgebung von Kley Bergbau stattgefunden. Überall kann man heute noch Pingen sehen, die den oberflächennahen Bergbau auf Eisen repräsentieren. Mit dem Beginn der Montanindustrie wurde hier die Grube Prinz Wilhelm verliehen.